# 423 f.Kr.

## Händelser

### Efter plats

#### Persiska riket
- Satrapen Ochos från Hyrkanien, son till Artaxerxes I och en babylonisk konkubin, tar över den persiska tronen från sin halvbror Sekydianos (Sogdianos), som han har avrättat. Den nye kungen styr under namnet Dareios II.

#### Grekland
- Den atenske generalen Laches lyckas med den atenska folkförsamlingens hjälp sluta ett stillestånd med Sparta för att kontrollera vad Spartas mest effektive general, Brasidas, gör. Dock får "Laches vapenstillestånd" mycket liten betydelse för Brasidas del och kollapsar inom ett år.
- Brasidas ignorerar den ettåriga vapenvilan och fortsätter med att erövra Scione och Mende i hopp om att nå Aten och befria spartanska fångar. Aten skickar förstärkningar under Nikias, som återtar Mende.

### Efter ämne

## Avlidna
- Sogdianos, storkonung av Persiska riket sedan året innan (mördad)